# راب واسرمن
راب واسرمن (انگلیسی: Rob Wasserman؛ ۱ آوریل ۱۹۵۲ – ۲۹ ژوئن ۲۰۱۶) موسیقی‌دان و کنترباس‌نواز برندهٔ جایزهٔ گرمی اهل ایالات متحده آمریکا بود. او با همکاری‌اش با موسیقی‌دانان بزرگ و آلبوم‌های سه‌گانه‌اش به نام‌های سولوها، دوئت‌ها و تریوها شناخته می‌شود.